# Población de Arroyo
Población de Arroyo è un comune spagnolo di 89 abitanti situato nella comunità autonoma di Castiglia e León.